# Sonata da camera
Uzasadnienie: treści się pokrywają/uzupełniają
Sonata da camera – włoskie określenie sonaty kameralnej, typ sonaty triowej, stworzonej do świeckich przedstawień. 
Jest to instrumentalny utwór okresu barokowego o budowie włoskiej suity, złożony z trzech lub więcej stylizowanych części tanecznych (czasem z częścią wstępową). Był komponowany na jeden lub kilka instrumentów i basso continuo. 
Sonata da camera, w swojej najbardziej reprezentacyjnej postaci w twórczości Arcangelo Corellego (1653–1713) była układem dość płynnym z tego powodu, że obydwa rodzaje ówczesnej sonaty, a więc również sonata da chiesa, oddziaływały na siebie nawzajem. Ten obopólny wpływ przejawia się również u kompozytorów niemieckich, zwłaszcza u Georga Friedricha Händla. 